# Nana (román)
Nana (1880) je román francouzského spisovatele Émila Zoly. Je devátou knihou dvacetidílné série Rougon-Macquartové. Jedná se o příběh kurtizány Nany, jež je volným pokračováním románu Zabiják. K vykreslení hlavní postavy románu měl Zola pravděpodobně dva modely v ženách, které byly proslulými kurtizánami na sklonku druhého císařství a v prvním desetiletí republiky: Valtesse de la Bigne a Blanka d'Antigny. Slečna Valtesse bývala přítelkyní mnoha umělců a Zolu k ní přivedl malíř Guillemet. Romanopisec si prohlédl pozorně její dům na bulváru Malesherbes a popsal potom ve svém románu věrně veškeré přepychové zařízení bytu i s toaletním salónkem a velkolepým lůžkem. Od Blanky d'Antigny si vypůjčil některé jiné podrobnosti. Vystupovala ve Folies-Dramatiques a celá Paříž znala nápěv valčíku od Chilpérica, který Blanka v divadle zpívala. Pořádala také na oslavu svých hereckých úspěchů velkolepé hostiny, na něž být pozván platilo tehdy i u velmi významných lidí za velkou čest. 

## Děj
Nana si první popularitu získává v divadle. Nehraje sice dobře, ale je krásná. Díky tomu si podmaní významné muže Paříže. Věrnou společnicí je hlavní hrdince komorná Zoe, která je schopna všechny její mužské návštěvy po domě rozmístit tak, aby se nepotkávaly. Později se Nana stane symbolem zla, přičemž vše, s čím má co do činění, je nakonec zničeno. Na své milence klade stále nové požadavky, takzvaně je „vycucává“, až jsou mnohdy dohnáni na samé dno. Z dřívějšího vztahu se kurtizáně narodil syn Ludvíček, ten však později umírá na neštovice. Poté, co se Nana dozví, že zemřel i jeden z jejích milenců, prodává svůj majetek v dražbě a odjíždí z Paříže, kde na ni po nějakém čase všichni zapomínají. Nana se však vrací zpět a zde také podlehne neštovicím.

## Adaptace a inspirace

### Muzikál
- Nana (muzikál) – český muzikál Miloše Štědroně a Milana Uhdeho

### Film
- Nana – francouzský film z roku 1926, režie: Jean Renoir
- Nana – francouzský televizní film z roku 2001, režie: Edouard Molinaro